# Nanorana
Genre
Synonymes
- Montorana Vogt, 1924
- Altirana Stejneger, 1927
- Chaparana Bourret, 1939
- Paa Dubois, 1975
- Unculuana Fei, Ye & Huang, 1990
- Quadrana Fei, Ye & Huang, 1990
- Gynandropaa Dubois, 1992
- Feirana Dubois, 1992
- Maculopaa Fei, Ye & Jiang, 2010

Nanorana est un genre d'amphibiens de la famille des Dicroglossidae.

## Répartition
Les 28 espèces de ce genre se rencontrent dans le sud de la Chine, dans le nord du Pakistan, dans le nord de l'Inde, au Népal, en Birmanie, en Thaïlande, au Laos et dans le Nord du Viêt Nam.

## Liste des espèces
Selon Amphibian Species of the World (11 juin 2017) :
- Nanorana aenea (Smith, 1922)
- Nanorana annandalii (Boulenger, 1920)
- Nanorana arnoldi (Dubois, 1975)
- Nanorana blanfordii (Boulenger, 1882)
- Nanorana bourreti (Dubois, 1987)
- Nanorana chayuensis (Ye, 1977)
- Nanorana conaensis (Fei & Huang, 1981)
- Nanorana ercepeae (Dubois, 1974)
- Nanorana feae (Boulenger, 1887)
- Nanorana gammii (Anderson, 1871)
- Nanorana kangxianensis (Yang, Wang, Hu, & Jiang, 2011)
- Nanorana liebigii (Günther, 1860)
- Nanorana maculosa (Liu, Hu, & Yang, 1960)
- Nanorana medogensis (Fei & Ye, 1999)
- Nanorana minica (Dubois, 1975)
- Nanorana mokokchungensis (Das & Chanda, 2000)
- Nanorana parkeri (Stejneger, 1927)
- Nanorana pleskei Günther, 1896
- Nanorana polunini (Smith, 1951)
- Nanorana quadranus (Liu, Hu, & Yang, 1960)
- Nanorana rarica (Dubois, Matsui, & Ohler, 2001)
- Nanorana rostandi (Dubois, 1974)
- Nanorana sichuanensis (Dubois, 1987)
- Nanorana taihangnica (Chen & Jiang, 2002)
- Nanorana unculuanus (Liu, Hu, & Yang, 1960)
- Nanorana ventripunctata Fei & Huang, 1985
- Nanorana vicina (Stoliczka, 1872)
- Nanorana yunnanensis (Anderson, 1879)

## Publication originale
- Günther, 1896 : Report on the collections of reptiles, batrachians and fishes made by Messrs Potanin and Berezowski in the Chinese provinces Kansu and Sze-chuen. Annuaire du Musée Zoologique de l'Academie Impériale des Sciences de St. Pétersbourg, vol. 1, p. 199-219.